# Axel Eriksson Oxenstierna
Axel Eriksson Oxenstierna af Södermöre, född 12 augusti 1652, död 6 december 1676 i Lund, Malmöhus län, var greve av Södermöre och militär.

## Biografi
Axel Oxenstierna af Södermöre föddes 1652. Han var son till generalguvernören Erik Oxenstierna och grevinnan Elsa Elisabeth Brahe. Oxenstierna blev 24 september 1662 student vid Uppsala universitet och blev 4 juli 1679 Rector illustris vid universitetet. Han blev 11 juli 1676  ryttmästare vid Livregementet till häst. Oxensterina avled 1676 i Lund och begravdes 14 mars 1680 i Stockholm.

### Egendom
Oxenstierna var greve till Södemöre, friherre till Kimito och Nynäs, samt herre till Fiholm, Tidö och Värnanäs.